# Danh sách chính đảng Afghanistan
Bài này liệt kê danh sách các đảng phái chính trị ở Afghanistan. Afghanistan có một hệ thống đa đảng trong quá trình phát triển với nhiều đảng phái chính trị, mà thường thì chẳng có một đảng nào có cơ hội giành được quyền lực một mình, và các đảng phải làm việc với nhau để tạo thành các chính phủ liên hiệp. Không có chính đảng nào được phép tồn tại ủng hộ bất cứ điều gì được coi là đi ngược lại giáo lý đạo Hồi.
Bộ luật thống trị hiện hành về sự hình thành của các chính đảng đã được ban hành vào năm 2009, yêu cầu mỗi đảng phải có ít nhất 10.000 thành viên, (trước đây họ chỉ cần 700 thành viên). Bộ Tư pháp Afghanistan đã đăng ký danh sách 84 đảng phái kể từ khi bộ luật mới có hiệu lực.

## Đảng chính yếu
| Tên gọi                            | Tên gốc                                    | Hệ tư tưởng    | Chú thích |
| ---------------------------------- | ------------------------------------------ | -------------- | --------- |
| Hizb ut-Tahrir                     | Hizb ut-Tahrir                             | Đảng Hồi giáo  |           |
| Phong trào Hòa bình Afghanistan    | Phong trào Hòa bình Afghanistan            | Đảng Hồi giáo  |           |
| Đảng Hồi giáo                      | Hezb-e Islami                              | Đảng Hồi giáo  |           |
| Đảng Cộng hòa Afghanistan          | Hezbi Jumhori Afghanistan                  | Cộng hòa       |           |
| Hiệp hội Hồi giáo                  | Jamiat-e Islami                            | Đảng Hồi giáo  |           |
| Phong trào Hồi giáo Afghanistan    | Harakat-e Islami-yi                        | Đảng Hồi giáo  |           |
| Đảng Dân chủ Xã hội Afghanistan    | Afghan Mellat                              | Dân chủ Xã hội |           |
| Đảng Đoàn kết Hồi giáo Afghanistan | Hezb-e Wahdat-e Islami Afghanistan         | Đảng Hồi giáo  |           |
| Tổ chức Hồi giáo Dawah Afghanistan | Ittehad-I Islami Bara-yi Azadi Afghanistan | Đảng Hồi giáo  |           |
| Mặt trận Cứu quốc                  | hezb jabha nijat mili                      | Đảng Hồi giáo  |           |
| Đảng Tự do Afghanistan             | Hezbe Azadikhwa Afghanistan                | Đảng Thế tục   |           |

## Đảng thứ yếu
- Đảng Phúc lợi Afghanistan (Hizb-e-Refah e Afghanistan)
- Đảng Dân chủ Afghanistan
- Hiệp hội Haqiqat e Afghan (Majma e Haqiqat e Afghan)
- Đảng Quốc đại (Hezb-e-Congra-e-Mili Afghanistan)
- Mặt trận Hồi giáo Quốc gia (Hezb-e-Mahaz-e-Mili Islami)
- Phong trào Quốc gia Afghanistan (Hezb-e-Nuhzhat-e-Mili Afghanistan)
- Phong trào Đoàn kết Quốc gia (Hezb-e-Nahzat-e-Hambastagee Mili)
- Đảng Chủ quyền Quốc gia (Hezb-e-Eqtedar-e-Mili)
- Đảng Thống nhất Hồi giáo Quốc gia (Hezb-e-Wahdat-e-Mili Islami)
- Đảng Đoàn kết Dân tộc (Hezb-e-Paiwand Mili)
- Đảng Dân chủ Xã hội Pashtoon (De Pashtano Tolaneez Wolaswaleez Gwand)
- Phong trào Hồi giáo Nhân dân (Harakat-e Islami-yi)
- Đảng nhân dân Afghanistan (Hizb-e Mardum-e Afghanistan)
- Đảng Dân chủ Cấp tiến Afghanistan
- Chân lý và Tư pháp
- Đảng Đơn vị
- Đảng Đoàn kết Thanh niên Afghanistan (Hezb-e-Hambastagee Mili Jawanan)
- Đảng Tự do Afghanistan (Hizbe Azadikhwai Afghanistan)

## Cựu đảng
Kể từ cuộc đảo chính năm 1973, Afghanistan đã có nhiều đảng phái chính trị khác nhau. Bao gồm Đảng Cách mạng Quốc gia Afghanistan của Mohammed Daoud Khan, Đảng Dân chủ Nhân dân và Đảng Dân chủ Watan Afghanistan từ thời cộng sản, cùng Liên minh phương Bắc lên nắm quyền sau khi Kabul thất thủ vào tháng 4 năm 1992 và quản lý đất nước cho đến cuộc đảo chính của Taliban vào năm 1996.
| Tên gọi                             | Hệ tư tưởng                   | Chú thích                                     |
| ----------------------------------- | ----------------------------- | --------------------------------------------- |
| Đảng Dân chủ Watan Afghanistan      | Cộng sản, Mác Lênin           |                                               |
| Đảng Cách mạng Quốc gia Afghanistan | Tập quyền Trung ương-Cánh hữu |                                               |
| Đảng Dân chủ Nhân dân Afghanistan   | Cộng sản, Mác Lênin           |                                               |
| Shalleh-ye Javiyd                   | Cộng sản, Chủ nghĩa Mao       | Bị cấm vào năm 1969 vì chống đối chế độ Shah. |

## Đảng bị cấm hiện tại
| Tên gọi                            | Hệ tư tưởng             | Chú thích                                                  |
| ---------------------------------- | ----------------------- | ---------------------------------------------------------- |
| Đảng Cộng sản (Maoxít) Afghanistan | Cộng sản, Chủ nghĩa Mao | Bị cấm vì phản đối sự chiếm đóng Afghanistan.              |
| Taliban                            | Chủ nghĩa Hồi giáo      | Bị cấm vì chính sách Hồi giáo cực đoan và ủng hộ al-Qaida. |